# Lasioglossum repertulum
Lasioglossum repertulum är en biart som först beskrevs av Cockerell 1916.  Lasioglossum repertulum ingår i släktet smalbin, och familjen vägbin. Inga underarter finns listade i Catalogue of Life.